# 2channel
2channel (jap. 2ちゃんねる ni channeru) – najpopularniejsze na świecie forum internetowe w języku japońskim. W Japonii swoją popularnością dorównuje  tradycyjnym środkom masowego przekazu, takim jak telewizja, radio i gazety (ma ponad 11 milionów odwiedzin dziennie). Do udziału w dyskusjach na nim nie jest wymagana rejestracja konta, a wypowiedzi rzadko podpisuje się jakimkolwiek pseudonimem. Pierwszymi sysopami BBS byli Hiroyuki Nishimura i Yoshihiro Nakao. 2 stycznia 2009 roku ogłoszono przejęcie BBS przez firmę Packet Monster Inc.
Popularnymi sposobami zapisu nazwy tego BBS w Japonii są ni chan (jap. 2ちゃん) i 2ch. Użytkowników 2channel nazywa się ni channeraa (jap. 2ちゃんねらー).